# 부르즈 2020
부르즈 2020은 아랍에미리트 두바이에 제안된 마천루이다.